# Djupsjön (Degerfors socken, Västerbotten)
Djupsjön är en sjö i Umeå kommun och Vindelns kommun i Västerbotten och ingår i Sävaråns huvudavrinningsområde. Sjön har en area på 0,423 kvadratkilometer och ligger 240 meter över havet.

## Delavrinningsområde
Djupsjön ingår i det delavrinningsområde (714565-170587) som SMHI kallar för Utloppet av Lillsävarträsket. Medelhöjden är 253 meter över havet och ytan är 26,79 kvadratkilometer. Räknas de 54 avrinningsområdena uppströms in blir den ackumulerade arean 391,59 kvadratkilometer. Avrinningsområdets utflöde Sävarån (Lossmenån) mynnar i havet. Avrinningsområdet består mestadels av skog (54 procent) och sankmarker (19 procent). Avrinningsområdet har 6,43 kvadratkilometer vattenytor vilket ger det en sjöprocent på 24 procent.